# Oryctes nudicauda
Oryctes nudicauda är en skalbaggsart som beskrevs av Gilbert John Arrow 1910. Oryctes nudicauda ingår i släktet Oryctes och familjen Dynastidae. Inga underarter finns listade i Catalogue of Life.